# CGC Viareggio 2022-2023
Questa voce raccoglie le informazioni riguardanti del CGC Viareggio nelle competizioni ufficiali della stagione 2022-2023.

## Stagione
Quarantunesima stagione di massima serie, A1. È un anno difficile e complicato fin dall'inizio: la squadra viene assemblata con ritardo, in quanto la promozione forse non era prevista. Vengono acquistati 3 giocatori argentini per ottenere la salvezza. Durante la stagione, viene sostituito l'allenatore: Biancucci al posto di Mariotti. Al termine del campionato il CGC arriva 12º frutto di 4 vittorie, 7 pareggi e 15 sconfitte in 26 giornate. Reti fatte 61, peggior attacco, subite 100.
La salvezza dovrà passare attraverso i play-out.
Il CGC Viareggio perde sia all'andata che al ritorno con il Montebello, vince con il Montecchio entrambe le gare e conclude con due pareggi con il Sandrigo. Il verdetto del gironcino di play-out vede retrocedere i bianconeri in serie A2, dopo appena una stagione.

### Classifica finale play-out
|  | Pos. | Squadra       | Pt | G | V | N | P | GF | GS | DR |
|  | ---- | ------------- | -- | - | - | - | - | -- | -- | -- |
|  | 1.   | Sandrigo      | 22 | 6 | 2 | 4 | 0 | 21 | 15 | +6 |
|  | 2.   | Montebello    | 20 | 6 | 3 | 2 | 1 | 18 | 16 | +2 |
|  | 3.   | CGC Viareggio | 18 | 6 | 2 | 2 | 2 | 21 | 21 | 0  |
|  | 4.   | Montecchio P. | 9  | 6 | 1 | 0 | 5 | 20 | 28 | -8 |

## Maglie e sponsor
| 1ª divisa | 2ª divisa |

## Organigramma societario
- Presidente: Alessandro Palagi
- Vicepresidente: Renzo Pardini
- Consiglieri: Domenico Vetrò
- Direttore sportivo:
- Segretaria:
- Addetto stampa:

## Organico

### Giocatori
| N° | Naz.                 | Ruolo | Sportivo                 |  |  |  |
| -- | -------------------- | ----- | ------------------------ |  |  |  |
| 99 | Italia (bandiera)    | E     | Gioele Falaschi          |  |  |  |
| 5  | Italia (bandiera)    | E     | Niccolò Puccinelli       |  |  |  |
| 55 | Argentina (bandiera) | E     | Patricio 'Pato' Ipinazar |  |  |  |
| 37 | Italia (bandiera)    | E     | Alex Raffaelli           |  |  |  |
| 77 | Italia (bandiera)    | E     | Liam Rosi                |  |  |  |
| 94 | Italia (bandiera)    | P     | Emiliano Torre           |  |  |  |
| 11 | Italia (bandiera)    | E     | Romeo D'Anna             |  |  |  |
| 17 | Argentina (bandiera) | P     | Pablo Gomez              |  |  |  |
| 6  | Argentina (bandiera) | E     | José Moyano              |  |  |  |
| 95 | Italia (bandiera)    | E     | Mattia Maldini           |  |  |  |

### Staff tecnico
- Allenatore:  Massimo Mariotti

Dalla 19.a giornata  Raffaele Biancucci
- Allenatore in seconda:
- Preparatore atletico: Marco Orsellini, Filippo Della Latta, Alessio Erra
- Meccanico:  Guido Batori

## Mercato
| E | Juan Josè Moyano  | Vercelli                 |
| P | Pablo Gomez       | Social San Juan          |
| E | Romeo D'Anna      | Amatori Lodi             |
| E | Mattia Maldini    | Follonica                |
| E | Patricio Ipiñazar | River Plate Buenos Aires |

| E | Luca Lombardi | Forte dei Marmi          |
| E | Joaquin Muza  | Atletico Palmira Mendoza |